# 윈도우 음성 인식
윈도우 음성 인식(Windows Speech Recognition)은 목소리를 인식하는 응용 프로그램으로, 마이크로소프트의 윈도우 비스타 이후 버전에 포함되어 있다.

## 기능
윈도우 음성 인식은 사용자가 지정한 음성 명령을 통해 컴퓨터를 제어할 수 있게 도와 준다. 이 프로그램은 문자 받아쓰기에 이용할 수도 있다.
윈도우 음성 인식은 영어, 스페인어, 독일어, 프랑스어, 일본어 중국어(번체, 간체)를 비롯한 여러 언어를 지원한다. 그러나 한국어는 아직 지원하지 않고 있다.

## 기술
윈도우 음성 인식은 정상 동작을 위해 윈도우 비스타에 포함된 마이크로소프트 SAPI 버전 5.3에 의지한다. 또, 이 응용 프로그램은 음성 프로파일 엔진마다 윈도우용 Microsoft Speech Recognizer 8.0을 이용한다.

## 참조
1. ↑  Windows Speech Recognition in Windows Vista
2. ↑  Exploring Speech Recognition And Synthesis APIs In Windows Vista

## 같이 보기
- 음성 인식
- 윈도우 비스타, 윈도우 7